# Вивас, Хуан Хесус
Хуан Хесус Вивас Лара (исп. Juan Jesús Vivas Lara; род. 27 февраля 1953, Сеута) — испанский государственный и политический деятель. C 8 февраля 2001 года является мэром-президентом автономного города Сеута. Член «Народной партии Испании».

## Биография
Родился в Сеуте в 1953 году. Получил степень по экономике в Малагском университете. В 1999 году стал членом Ассамблеи Сеуты и был назначен мэром-президентом автономного города в 2001 году, после успешного вотума недоверия, выдвинутого против мэра-президента Антонио Сампьетро, бывшего членом «Либеральной независимой группы». В 2021 году заявлял, что не готов продлевать свой мандат на должности мэра-президента Сеуты в 2023 году.
10 января 2022 года сдал положительный тест на COVID-19.